# Raffaele Piras
Raffaele Piras (Quartucciu, 13 ottobre 1865 – Atri, 23 agosto 1911) è stato un vescovo cattolico italiano.

## Biografia
Iniziò gli studi nel seminario di Cagliari e completò il corso di teologia a Genova. A 23 anni fu ordinato sacerdote a Cagliari e nello stesso anno si laureò con lode in teologia. A 24 anni fu nominato professore di teologia dogmatica nell'ateneo del seminario di Cagliari.
A 30 anni, in seguito a concorso, fu scelto per ricoprire il canonicato teologale della primaziale; a 33 anni fu nominato vicario generale dall'arcivescovo Pietro Balestra e a 40 anni vescovo delle diocesi di Penne e Atri in Abruzzo.
Il 20 gennaio 1907, nella cattedrale di Cagliari, ricevette la consacrazione episcopale.

## Curiosità
- Le spoglie del vescovo sono state riportate a Quartucciu nel 1998.
- Una delle vie più antiche della cittadina natale porta il suo nome.

## Genealogia episcopale
La genealogia episcopale è:
- Cardinale Scipione Rebiba
- Cardinale Giulio Antonio Santori
- Cardinale Girolamo Bernerio, O.P.
- Arcivescovo Galeazzo Sanvitale
- Cardinale Ludovico Ludovisi
- Cardinale Luigi Caetani
- Cardinale Ulderico Carpegna
- Cardinale Paluzzo Paluzzi Altieri degli Albertoni
- Papa Benedetto XIII
- Papa Benedetto XIV
- Papa Clemente XIII
- Cardinale Marcantonio Colonna
- Cardinale Giacinto Sigismondo Gerdil, B.
- Cardinale Giulio Maria della Somaglia
- Cardinale Carlo Odescalchi, S.I.
- Cardinale Costantino Patrizi Naro
- Cardinale Lucido Maria Parocchi
- Arcivescovo Pietro Balestra, O.F.M.Conv.
- Vescovo Raffaele Piras